# Козачинські
Козачѝнські — шляхетний козацько-старшинський і священницький, згодом дворянський рід.
Нащадки знатного військового товариша Матвія Козачинського (1695 – бл. 1760), що разом з братом – письменником та філософом Мануїлом Козачинським (1699 – 1755), переселилися з Поділля до Гетьманщини.

## Історія
Козачинські – шляхетний рід руського (за деякими даними, польського) походження, що користувався гербом Вуж. Представники роду мешкали переважно в межах Поділля. Відомо, що напочатку XVIII століття сини ямпільського шляхтича Олександра – Матвій та Мануїл, – покинули батьківський дім і перейшли на Лівобережжя. Мануїл обрав освітянський шлях, ставши відомим просвітником, педагогом, філософом та письменником, тоді як старший брат – козацькою старшиною, проте невдовзі став священником і отримав парафію у козацькому селі Положаї на Переяславщині. 
З двох братів дітей мав лише Матвій. Частина його нащадків ще понад століття проживала в сусідніх з Положаями селах, а частина – гілка ніжинського полкового судді Григорія Матвійовича Козачинського – переселилася до тодішньої гетьманської столиці – Глухова, де отримала спадкове дворянство.

## Представники роду
- Олександр (в інших джерелах – Іван, Григорій) – шляхтич з подільського містечка Ямпіль.
- Мануїл Олександрович (1699 – 15 серпня 1755) – український педагог, письменник, драматург, філософ. Вчитель Григорія Сковороди та Григорія Полетики. Один з фундаторів середньої й вищої школи в Сербії. Викладач новозаснованої Карлівецької словенсько-латинської школи поблизу Белграда. Викладав риторику, поетику й латинську мову. Префект Карлівецької словенсько-латинської школи (1735 – 1736). Автор п'єси «Трагедія сиреч печальная повість о смерті послєднєго царя сербського Уроша П'ятого і о падінні Сербського царства», яка поклала початок драматургії у Сербії. З 1739 р. викладав філософію в Києво-Могилянській академії. З 1742 – префект академії. Ігумен Гадяцького Червоногірського монастиря, архимандрит православного Слуцького монастиря (1748 – 1755).
- Матвій Олександрович (1695 – >1767) – знатний військовий товариш, священник Троїцької церкви села Положаї Яготинської сотні Переяславського полку.
- Григорій Матвійович (1725 – >1778) – випускник Переяславського колегіуму та Києво-Могилянської академії. Військовий канцелярист при Другій Малоросійській колегії(1767), реєстратор ніжинського полкового суду (1773), ніжинський полковий суддя (1778).
- Феодосія Матвіївна (1727 – <1788) – дружина Петра Івановича Куліненка.
- Василь Матвійович (1736 – >1792) – положаївський священник.
- Іван Матвійович (1739 – >1767)
- Семен Григорович (1745 – >1792) – військовий канцелярист при Другій Малоросійській колегії (1767), бунчуковий товариш Ніжинського полку (1782), колезький канцелярист (1792), дворянин. Зять ніжинського полкового судді Василя Петровича Кулаковського.
- Йоаким Григорович
- Захарій Йоакимович (1762 – <1811) – колезький реєстратор.
- Дмитро Захарович – губернський реєстратор.
- Кирило Захарович – співак придворної капели (1801 – 1804), кадет військово-сирітського дому, корнет 4-го Чернігівського кінно-козачого полку, учасник блокади Модлинської фортеці (1813), колезький реєстратор.
- Василь Кирилович (1820 – ?) – титулярний радник.
- Євген Васильович (1849 – ?) – колезький секретар.

Козачинські, походження яких не встановлено:
- Федір – миргородський полковий писар (1750), полковий суддя (1758 – 1767), учасник обрання Кирила Розумовського гетьманом України.
- Семен Федорович? – бунчуковий товариш, служитель Новоросійського генерального суду, полковий писар (1777).
- Андрій Семенович (1784 – ?) – титулярний радник. Дворянин Таврійської губернії.
- Михайло Андрійович (1815 – ?) – губернський секретар.